# Hyaden (Mythologie)
Die Hyaden (altgriechisch Ὑάδες Hyádes, deutsch ‚die es regnen lassen‘) sind Nymphen der griechischen Mythologie, deren Zahl und Abstammung sich immer wieder verändert hat.
- Schon Homer kannte das Sternbild der Hyaden, auch Regengestirn genannt, das als V-förmiger Sternhaufen im Sternbild Stier zu finden ist.[1]
- Hesiod führt fünf Hyaden an, die den Chariten ähnlich sind: Phaisyle, Koronis, Kle(e)ia, Phaio, Eudore[2]
- Pherekydes nennt sieben, die Dionysos in seiner Kindheit pflegten und später von Zeus aus Dankbarkeit unter die Sterne versetzt wurden, so sie heute als der Sternhaufen der Hyaden bekannt sind. Die sieben sind: Ambrosia, Eudora, Pedile, Koronis, Polyxo, Phyto, Thyone; ihre Mutter war Boiotia.[3]
- Nach Hyginus Mythographus soll die Okeanide Aithra oder Pleione dem Atlas zwölf Töchter und einen Sohn namens Hyas geboren haben. Als dieser auf der Jagd von einer Schlange (oder einem Löwen) getötet worden war, wurden aus Mitleid von Zeus fünf Schwestern unter dem Namen Hyaden, die anderen sieben als Plejaden unter die Sterne versetzt.[4]
- Nach Euripides sind die Hyaden drei Töchter des Erechtheus, die sich den Tod geben, nachdem eine von ihnen von Eumolpos und seinen Thrakern geopfert wird.[5]
- Auf Vasenbildern erscheinen zwei Hyaden, die als Regenspender die auf dem Scheiterhaufen sitzende, von ihrem Gatten Amphitryon der Untreue verdächtigte Alkmene retten.